# 214 Aschera
214 Aschera eller 1947 BP är en stor asteroid i huvudbältet som upptäcktes den 29 februari 1880 av den österrikiske astronomen Johann Palisa. Den fick senare namn efter Ashera, fruktbarhetens gudinna i det forna mellanöstern.
Ascheras senaste periheliepassage skedde den 11 februari 2023. Dess rotationstid har beräknats till 6,84 timmar. Asteroiden har uppmätts till diametern 23,16 kilometer.